# Liste deutscher Metalmusiker
Diese Liste zählt deutsche Musiker aus dem Metalgenre auf und ist eine Unterseite der Liste deutscher Rockmusiker. Es werden solche Musiker aufgelistet, die einen eigenen Wikipedia-Artikel haben oder auf einem Album, das es in die Top Ten der Charts eines beliebigen Staates schaffte, zu hören sind. Hard-Rock-Musiker, die auch Metal spielen, dürfen ebenfalls aufgenommen werden, Musiker die nur Hard Rock spielen jedoch nicht. Die Liste erhebt keinen Anspruch auf Vollständigkeit.
Zur Ergänzung dienen die Liste deutscher Metalbands sowie die Liste deutschsprachiger Metalalben.
Die Instrumente sind in der Liste folgendermaßen abgekürzt: „B“ – E-Bass, „G“ – Gesang, „Gei“ – Geige, „Git“ – Gitarre, „Kb“ – Keyboard, „Kl“ – Klavier, „P“ – Programmierung, „Sch“ – Schlagzeug. Es sollen lediglich Instrumente aufgeführt werden, die für den Musiker relevanzstiftenden Charakter haben.
Die Musiker sollen nach ihren bürgerlichen Namen eingetragen werden. Künstlernamen werden in die Spalte „Pseudonym“ eingetragen.

## A
| Name               | Pseudonym | Lebensdaten | Instrument(e) | Band(s)                | Genre(s)                       | Herkunft |
| ------------------ | --------- | ----------- | ------------- | ---------------------- | ------------------------------ | -------- |
|                    | AblaZ     | * 1988      | Git, B        | Stahlmann, Sündenklang | Neue Deutsche Härte            | Werdohl  |
| José Alvarez-Brill |           | * 1963      | P             | Unheilig, Joachim Witt | Neue Deutsche Härte, Dark Rock | Kassel   |

## B
| Name             | Pseudonym        | Lebensdaten | Instrument(e) | Band(s)                    | Genre(s)                             | Herkunft             |
| ---------------- | ---------------- | ----------- | ------------- | -------------------------- | ------------------------------------ | -------------------- |
| Rene Bachmann    | Flux             | * 1967      | Git, Samples  | Oomph!                     | Neue Deutsche Härte                  | Wolfsburg            |
| Peter Baltes     |                  | * 1958      | B             | Accept                     | Heavy Metal                          | Solingen             |
| Sebastian Baur   | Buzz Dee         | * 1957      | Git           | Knorkator                  | Rock, Metal                          | Berlin               |
| Jens Becker      |                  | * 1965      | B             | Grave Digger, Running Wild | Heavy Metal, Power Metal, Folk Metal | Fürth                |
| Michael Boden    | Bodenski         | * 1965      | Git           | Subway to Sally            | Folk Metal, Mittelalterrock          | Potsdam              |
| Felix Bohnke     |                  | * 1974      | Sch           | Edguy                      | Power Metal                          | Königstein im Taunus |
| Chris Boltendahl |                  | * 1962      | G, B          | Grave Digger               | Heavy Metal, Power Metal, Folk Metal | Gladbeck             |
| Karsten Brill    | Attila Dorn      | * 1970      | G             | Powerwolf                  | Power Metal                          | Saarbrücken          |
| Andy Brings      |                  | * 1971      | Git           | Sodom                      | Thrash Metal                         | Mülheim an der Ruhr  |
| Francis Buchholz |                  | * 1954      | B             | Scorpions                  | Hard Rock, Metal                     | Hannover             |
| Peter Burtz      |                  | * 1965      | G             | Steeler                    | Heavy Metal                          | Bochum               |
| Benjamin Buss    | Matthew Greywolf | * 1977      | Git           | Powerwolf                  | Power Metal                          | Saarbrücken          |

## C
| Name           | Pseudonym | Lebensdaten | Instrument(e) | Band(s)                | Genre(s)                          | Herkunft    |
| -------------- | --------- | ----------- | ------------- | ---------------------- | --------------------------------- | ----------- |
| Andy Classen   |           | * vor 1981  | Git           | Holy Moses, Richthofen | Neue Deutsche Härte, Thrash Metal | Deutschland |
| Sabina Classen |           | * 1963      | G             | Holy Moses             | Thrash Metal                      | Aachen      |

## D
| Name            | Pseudonym         | Lebensdaten    | Instrument(e) | Band(s)                                                    | Genre(s)                 | Herkunft     |
| --------------- | ----------------- | -------------- | ------------- | ---------------------------------------------------------- | ------------------------ | ------------ |
| Andi Deris      |                   | * 1964         | G             | Helloween                                                  | Speed Metal, Power Metal | Karlsruhe    |
| Jenny Diehl     | Mieze Myu         | * 20. Jhd.     | Harfe         | The Dark Side of the Moon, Feuerschwanz                    | Folk Metal               | Deutschland  |
| Ferdy Doernberg |                   | * 1967         | G, Git, Kb    | Rough Silk, Axel Rudi Pell, Taraxacum, Roland Grapow, solo | Metal, Hard Rock, Rock   | Bad Hersfeld |
| Thomas Döppner  | Crap              | * 1970         | Git, Kb       | Oomph!                                                     | Neue Deutsche Härte      | Wolfsburg    |
| Christian Dudek | Chris Witchhunter | * 1965; † 2008 | Sch           | Sodom                                                      | Thrash Metal             | Essen        |
| Wolfgang Dziony |                   | * 1949         | Sch           | Scorpions                                                  | Metal, Hard Rock         | Hannover     |

## E
| Name           | Pseudonym | Lebensdaten | Instrument(e)  | Band(s)        | Genre(s)                       | Herkunft    |
| -------------- | --------- | ----------- | -------------- | -------------- | ------------------------------ | ----------- |
| Frederik Ehmke |           | * 1978      | Sch, Dudelsack | Blind Guardian | Power Metal, Progressive Metal | Malsch      |
| Michael Ehré   |           | * 1971      | Sch            | Gamma Ray      | Power Metal, Speed Metal       | Brake       |
| Tobias Exxel   |           | * 1973      | Git            | Edguy          | Power Metal                    | Deutschland |

## F
| Name            | Pseudonym                | Lebensdaten | Instrument(e)  | Band(s)                         | Genre(s)               | Herkunft    |             |
| --------------- | ------------------------ | ----------- | -------------- | ------------------------------- | ---------------------- | ----------- | ----------- |
| Achim Färber    |                          | 20. Jhd.    | Sch            | Eisbrecher                      | Neue Deutsche Härte    | Deutschland |             |
| Ronny Fimmel    | Yantit                   |             | * 20. Jhd.     | Sch                             | Eisregen               | Dark Metal  | Deutschland |
| Herman Frank    |                          | * 1959      | Git            | Accept                          | Hard Rock, Heavy Metal | Erlangen    |             |
| Markus Freiwald |                          | * 1971      | Sch            | Sodom                           | Thrash Metal           | Dortmund    |             |
| Nils Freiwald   | Neill Freiwald           | * 1990      | G, Git, P      | Stahlmann, Sündenklang, Erdling | Neue Deutsche Härte    | München     |             |
| Alexander Frohn | Alexander von Meilenwald | * 1978      | B, G, Git, Sch | Nagelfar, The Ruins of Beverast | Extreme Metal          | Aachen      |             |

## G
| Name             | Pseudonym       | Lebensdaten | Instrument(e) | Band(s)                        | Genre(s)                  | Herkunft |
| ---------------- | --------------- | ----------- | ------------- | ------------------------------ | ------------------------- | -------- |
| Rajko Gohlke     |                 | * 1969      | B, Git        | Knorkator                      | Rock, Metal               | Berlin   |
| Frank Gosdzik    | Frank Blackfire | * 1966      | Git           | Kreator                        | Thrash Metal              | Essen    |
| Angela Gossow    |                 | * 1974      | G             | Arch Enemy                     | Melodic Death Metal       | Köln     |
|                  | Der Graf        | * 1970      | G             | Unheilig                       | Neue Deutsche Härte       | Aachen   |
| Roland Grapow    |                 | * 1959      | Git           | Helloween, Masterplan, Rampage | Power Metal, Speed Metal  | Hamburg  |
| Markus Grosskopf |                 | * 1965      | B             | Helloween, Avantasia           | Thrash Metal, Power Metal | Hamburg  |

## H
| Name                 | Pseudonym              | Lebensdaten | Instrument(e) | Band(s)                        | Genre(s)                     | Herkunft    |
| -------------------- | ---------------------- | ----------- | ------------- | ------------------------------ | ---------------------------- | ----------- |
| Ingo Hampf           |                        | * vor 1992  | * Git         | Subway to Sally                | Folk Metal                   | Potsdam     |
| Kai Hansen           |                        | * 1963      | Git           | Gamma Ray, Helloween, Unisonic | Speed Metal, Power Metal     | Hamburg     |
| Erik-Uwe Hecht       | Eric Fish              | * 1979      | G, Dudelsack  | Subway to Sally                | Folk Metal, Mittelalterrock  | Potsdam     |
| Peter Henrici        | Hauptmann Feuerschwanz | * 1971      | G, Git        | Feuerschwanz                   | Folk Metal                   | Erlangen    |
| Lothar Heimberg      |                        | * 1952      | B             | Scorpions                      | Metal, Hard Rock             | Hannover    |
| Roel van Helden      |                        | * 1980      | Sch           | Powerwolf                      | Power Metal                  | Saarbrücken |
| Frank Herzig         |                        | * 20. Jhd.  | G, Git.       | Schattenmann, Stahlmann        | Neue Deutsche Härte          | Nürnberg    |
| Ina Lucia Hildebrand | Luci van Org           | * 1971      | B, G          | solo                           | Neue Deutsche Härte          | Berlin      |
| Wolf Hoffmann        |                        | * 1959      | Git           | Accept                         | Heavy Metal                  | Wuppertal   |
| Alex Holzwarth       |                        | * 1968      | Sch           | Rhapsody of Fire, Avantasia    | Power Metal, Symphonic Metal | Landshut    |

## I
| Name | Pseudonym | Lebensdaten | Instrument(e) | Band(s) | Genre(s) | Herkunft |
| ---- | --------- | ----------- | ------------- | ------- | -------- | -------- |

## J
| Name           | Pseudonym           | Lebensdaten | Instrument(e) | Band(s)   | Genre(s)         | Herkunft    |
| -------------- | ------------------- | ----------- | ------------- | --------- | ---------------- | ----------- |
| Matthias Jabs  |                     | * 1955      | Git           | Scorpions | Metal, Hard Rock | Hannover    |
| Christian Jost | Falk Maria Schlegel | * 1975      | Orgel         | Powerwolf | Power Metal      | Saarbrücken |

## K
| Name                | Pseudonym  | Lebensdaten | Instrument(e) | Band(s)                                      | Genre(s)                              | Herkunft            |
| ------------------- | ---------- | ----------- | ------------- | -------------------------------------------- | ------------------------------------- | ------------------- |
| Niklas Kahl         |            | * 1988      | Sch           | Erdling, Stahlmann                           | Neue Deutsche Härte, Dark Metal       | Osterode am Harz    |
| Alexander Kaschte   |            | * 1978      | G             | Samsas Traum                                 | Dark Metal und andere Stilrichtungen  | Deutschland         |
| Rolf Kasparek       |            | * 1961      | G, Git        | Running Wild                                 | Heavy Metal, Speed Metal, Power Metal | Hamburg             |
| Rupert Keplinger    |            | * 1981      | B             | Eisbrecher                                   | Neue Deutsche Härte                   | Deutschland         |
| Achim Kirschning    |            | * 1952      | Kb            | Scorpions                                    | Hard Rock, Metal                      | Hannover            |
| Michael Kiske       |            | * 1968      | G, Git        | Helloween, Unisonic                          | Speed Metal                           | Hamburg             |
| Bernd Kost          |            | * 1963      | Git           | Sodom                                        | Thrash Metal                          | Dortmund            |
| Richard Kruspe      |            | * 1967      | Git, G        | Rammstein, Emigrate                          | Neue Deutsche Härte, Industrial Metal | Berlin              |
| Götz Kühnemund      | Sir Pommes | * 1966      | G             | Randalica                                    | Heavy Metal                           | Nordrhein-Westfalen |
| Hans „Hansi“ Kürsch |            | * 1966      | G, B          | Power Metal, Progressive Metal               | Meerbusch                             |                     |
| Ulrich „Uli“ Kusch  |            | * 1967      | Sch           | Gamma Ray, Helloween, Holy Moses, Masterplan | Speed Metal                           | Aachen              |

## L
| Name             | Pseudonym  | Lebensdaten | Instrument(e) | Band(s)               | Genre(s)                              | Herkunft  |
| ---------------- | ---------- | ----------- | ------------- | --------------------- | ------------------------------------- | --------- |
| Paul Landers     |            | * 1964      | Git           | Rammstein, Feeling B  | Neue Deutsche Härte, Punk             | Berlin    |
| Matthias Lasch   | Mat Sinner | * 1964      | G, B          | Sinner, Primal Fear   | Power Metal                           | Stuttgart |
| Rudy Lenners     |            | * 1952      | Sch           | Scorpions             | Hard Rock, Metal                      | Hannover  |
| Simon Levko      |            | * 1966      | Git           | Subway to Sally       | Folk Metal                            | Potsdam   |
| Michael Liewald  |            | * 1990      | Git           | Winterstorm           | Power Metal                           | Pegnitz   |
| Till Lindemann   |            | * 1963      | G, Sch        | Rammstein, Lindemann  | Neue Deutsche Härte, Industrial Metal | Leipzig   |
| Sven Löbel       | Iblis      | * 1972      | G             | Endstille, Haradwaith | Extreme Metal                         | Kiel      |
| Christian Lorenz |            | * 1966      | Kb, Kl        | Rammstein, Feeling B  | Neue Deutsche Härte, Punk             | Berlin    |
| Jens Ludwig      |            | * 1977      | Git           | Edguy                 | Power Metal                           | Fulda     |

## M
| Name                  | Pseudonym            | Lebensdaten | Instrument(e)                      | Band(s)                                                          | Genre(s)                           | Herkunft  |
| --------------------- | -------------------- | ----------- | ---------------------------------- | ---------------------------------------------------------------- | ---------------------------------- | --------- |
| Jen Majura            |                      | * 1983      | B, G                               | Knorkator, Equilibrium, Rage                                     | Power Metal, Alternative Rock      | Stuttgart |
| Klaus Meine           |                      | * 1948      | G                                  | Scorpions                                                        | Hard Rock, Metal                   | Hannover  |
| Ben Metzner           | Prinz Hodenherz III. | * 1990      | G, Git, Flöte, Dudelsack, Schalmei | Feuerschwanz                                                     | Folk Metal                         | Erlangen  |
| Jörg Michael          |                      | * 1963      | Sch                                | Running Wild, Saxon                                              | Heavy Metal, NWoBHM                | Dortmund  |
| Simon-Michael Schmitt | Simon Michael        | * 1984      | Sch                                | Subway to Sally                                                  | Folk Metal                         | Potsdam   |
| Peter Müller          |                      | * 1967      | Git                                | Fiddler’s Green, Beloved Enemy, Lacrimas Profundere, Ignis Fatuu | Gothic Metal, Folk Rock, Dark Rock | Erlangen  |
| Stephan Musiol        | Dero Goi             | * 1970      | G, Sch                             | Die Kreatur, Oomph!                                              | Neue Deutsche Härte                | Wolfsburg |

## N
| Name              | Pseudonym | Lebensdaten | Instrument(e) | Band(s)     | Genre(s)                   | Herkunft |
| ----------------- | --------- | ----------- | ------------- | ----------- | -------------------------- | -------- |
| Alexander Nefzger |           | * 1969      | Kl            | Stahlhammer | Metal, Neue Deutsche Härte | Wien     |

## O
| Name          | Pseudonym | Lebensdaten | Instrument(e) | Band(s)        | Genre(s)                       | Herkunft   |
| ------------- | --------- | ----------- | ------------- | -------------- | ------------------------------ | ---------- |
| André Olbrich |           | * 1967      | Git           | Blind Guardian | Power Metal, Progressive Metal | Düsseldorf |

## P
| Name                  | Pseudonym                  | Lebensdaten       | Instrument(e)  | Band(s)                | Genre(s)                              | Herkunft       |  |
| --------------------- | -------------------------- | ----------------- | -------------- | ---------------------- | ------------------------------------- | -------------- |  |
| Sascha Paeth          |                            | * 1970            | Git, B         | Edguy, Avantasia       | Heavy Metal                           | Wolfsburg      |  |
| Dominik Palmer        |                            | * 20. Jahrhundert | B              | Eisbrecher             | Neue Deutsche Härte                   | Deutschland    |  |
| David Pätsch          |                            | * 20. Jahrhundert | Sch            | Subway to Sally        | Folk Metal                            | Potsdam        |  |
| Mike Paulenz          | Teufel                     | * 1965            | Tanzwut, solo  | G, Dudelsack, Schalmei | Neue Deutsche Härte, Mittelalter-Rock | Ostdeutschland |  |
| Axel Rudi Pell        |                            | * 1960            | Git            | solo                   | Hard Rock, Heavy Metal                | Bochum         |  |
| Dorothee „Doro“ Pesch |                            | * 1964            | G              | Warlock, solo          | Heavy Metal                           | Düsseldorf     |  |
| Jürgen Plangger       |                            | * 20. Jahrhundert | Git            | Eisbrecher             | Neue Deutsche Härte                   | Deutschland    |  |
| Hans Platz            | Hans der Aufrechte         | * 1971            | Git            | Feuerschwanz           | Folk Metal                            | Erlangen       |  |
| Stephanie Pracht      | Johanna von der Vögelweide | * 20. Jhd.        | Gei, Drehleier | Feuerschwanz           | Folk Metal                            | Erlangen       |  |

## R
| Name                 | Pseudonym | Lebensdaten | Instrument(e) | Band(s)                         | Genre(s)            | Herkunft         |
| -------------------- | --------- | ----------- | ------------- | ------------------------------- | ------------------- | ---------------- |
| Herman Rarebell      |           | * 1949      | Sch           | Scorpions                       | Metal, Hard Rock    | Hannover         |
| Michael Robert Rhein |           | * 1964      | G, Git        | In Extremo                      | Mittelalterrock     | Berlin           |
| Ralph Rieckermann    |           | * 1962      | B             | Scorpions                       | Hard Rock, Metal    | Hannover         |
| Oliver Riedel        |           | * 1971      | B             | Rammstein, The Inchtabokatables | Neue Deutsche Härte | Berlin           |
| Jürgen Rosenthal     |           | * 1949      | Sch           | Scorpions, Eloy                 | Hard Rock, Metal    | Hannover         |
| Michael Roth         |           | * 1971      | G             | Eisregen, Eisblut, Marienbad    | Dark Metal          | Tambach-Dietharz |
| Silvio Runge         | Sugar Ray | * 20. Jhd.  | B             | Subway to Sally                 | Folk Metal          | Potsdam          |

## S
| Name                        | Pseudonym             | Lebensdaten    | Instrument(e) | Band(s)                         | Genre(s)                       | Herkunft            |
| --------------------------- | --------------------- | -------------- | ------------- | ------------------------------- | ------------------------------ | ------------------- |
| Tobias Sammet               |                       | * 1977         | G, B          | Edguy, Avantasia                | Power Metal, Symphonic Metal   | Fulda               |
| Dirk Sauer                  |                       | * 1977         | Git           | Edguy                           | Power Metal                    | Fulda               |
| Maximilian Schauer          |                       | * 20. Jhd.     | Kb            | Eisbrecher                      | Neue Deutsche Härte            | Deutschland         |
| Ralf Scheepers              |                       | * 1965         | G             | Gamma Ray, Primal Fear          | Power Metal, Speed Metal       | Esslingen am Neckar |
| Michael Schenker            |                       | * 1955         | Git           | Scorpions                       | Hard Rock, Metal               | Hannover            |
| Rudolf Schenker             |                       | * 1948         | Git           | Scorpions                       | Hard Rock, Metal               | Hannover            |
| Manfred „Manni“ Schmidt     |                       | * 1964         | Git           | Rage, Grave Digger              | Heavy Metal                    | Andernach           |
| Christoph Schneider         |                       | * 1966         | Sch           | Rammstein                       | Neue Deutsche Härte            | Berlin              |
| Konrad „Bobby“ Schottkowski |                       | * vor 1981     | Sch           | Crows, Randalica, Sodom         | Power Metal, Thrash Metal      | Westdeutschland     |
| Stefan Schwarzmann          |                       | * 1965         | Sch           | Helloween, Running Wild, Accept | Speed Metal                    | Erlangen            |
| Jochen Seibert              | Noel Pix              | * 1971         | Git           | Eisbrecher                      | Neue Deutsche Härte            | München             |
| Marcus Siepen               |                       | * 1968         | Git           | Blind Guardian                  | Power Metal, Progressive Metal | Krefeld             |
| Thomas Smuszynski           |                       | * 1963         | B             | Axel Rudi Pell, Running Wild    | Heavy Metal                    | Deutschland         |
| Thomas „Thomen“ Stauch      |                       | * 1970         | Sch           | Blind Guardian, Savage Circus   | Speed Metal, Power Metal       | Krefeld             |
| Markus Stock                | Ulf Theodor Schwadorf | * 20. Jhd.     | Git           | Empyrium, The Vision Bleak      | Gothic Metal, Neoklassik       | Deutschland         |
| Almut „Ally“ Storch         |                       | * 1976         | Gei           | Subway to Sally                 | Folk Metal                     | Schlema             |
| Thomas Such                 | Tom Angelripper       | * 1963; † 2020 | G, B          | Sodom                           | Thrash Metal                   | Gelsenkirchen       |

## V
| Name            | Pseudonym        | Lebensdaten | Instrument(e) | Band(s)          | Genre(s)            | Herkunft    |
| --------------- | ---------------- | ----------- | ------------- | ---------------- | ------------------- | ----------- |
| Henning Verlage |                  | * 1978      | Kb            | Unheilig         | Neue Deutsche Härte | Aachen      |
| Tommy Vetterli  |                  | * 1967      | Git           | Coroner, Kreator | Thrash Metal        | Zürich      |
| David Vogt      | Charles Greywolf | * 1975      | B, Git        | Powerwolf        | Power Metal         | Saarbrücken |
| Silke Volland   | Frau Schmit      | * 20. Jhd.  | Gei           | Subway to Sally  | Folk Metal          | Potsdam     |

## W
| Name                | Pseudonym | Lebensdaten | Instrument(e) | Band(s)                        | Genre(s)                 | Herkunft   |
| ------------------- | --------- | ----------- | ------------- | ------------------------------ | ------------------------ | ---------- |
| Peter Wagner        |           | * 1964      | B             | Rage                           | Power Metal, Heavy Metal | Herne      |
| Michael Weikath     |           | * 1962      | Git           | Helloween                      | Speed Metal              | Hamburg    |
| Alexander Wesselsky |           | * 1968      | G             | Eisbrecher, Megaherz           | Neue Deutsche Härte      | Augsburg   |
| Dirk Windgassen     |           | * 1964      | G             | OHL, Der Fluch, Projekt Mensch | Metal, Deutschpunk       | Leverkusen |
| Joachim Witt        |           | * 1949      | G             | solo                           | Neue Deutsche Härte      | Hamburg    |

## Anmerkung
1. ↑  gemeint sind Musiker, die hauptsächlich in diesem Genre tätig sind